# Битка код Леуктре
Битка код Леуктре одиграла се 371. п. н. е. између Тебе и Спарте и њихових савезника. Тебански војсковођа Епаминонда је кориштењем нове тактике нанео тежак пораз бројчано надмоћнијим Спартанцима. У бици је погинуо и спартански краљ Клеомброт I. Том победом Тебе окончан је период спартанске хегемоније у Грчкој и почео је кратак период тебанске хегемоније.

## Спартанска хегемонија
Након окончања Пелопонеског рата 404. п. н. е. успостављена је спартанска хегемонија у Грчкој. Коринтски рат завршен је 387. п. н. е. Анталкидиним миром, који потврђује хегемонију Спарте. Анталкидин мир налагао је распуштање Беотијског савеза и гарантовао је независност грчких државица. Спартански војсковођа Фебида је 382. п. н. е. на превару заузео тебански акропољ Кадмеју и ту је успоставио спартански гарнизон. Променио је власт у Теби, успоставивши проспартанску олигархију.

## Ослобађање Тебе 379. п. н. е.
Пелопида и мала група завереника дигла је устанак 379. п. н. е. Ушли су тајно у Тебу, побили вође проспартанске владе и уз помоћ Епаминонде су ослободили Тебу. Избацили су спартански гарнизон и изабрали су беотархе, што је била традиционална титула заповедника Беотијског савеза. На тај начин објавили су намере да обнове Беотијски савез, који је Спарта била распустила по одредбама Анталкидина мира. Спарта је то протумачила као кршење Анталкидина мира и започела је рат против Тебе. Атина је стала на страну Тебе. Теба је поново успоставила Беотски савез. Рат између Спарте и Тебе водио се низ година са променљивим исходом.

## Неуспели мировни преговори
Током 372. п. н. е. дошло је до преломног тренутка када су Тебанци срушили Платеју, коју је Спарта пре тога била обновила. Платеја је била стари атински савезник. Теба је због тога изгубила подршку Атине. Дошло је до мировних преговора између Спарте и Атине. Пошто им Атина више није била савезница, Теба је била принуђена да приступи мировним преговорима. Епаминонда је пристао на све спартанске захтеве и потписао је мировни споразум у име Тебе. Када је инсистирао да се то односи и на целу Беотију, спартански краљ Агесилај II се томе супростављао инсистирајући на независности градова у Беотији. Пошто Епаминонда није хтео да распусти Беотијски савез, Агесилај II је прекинуо преговоре и објавио је Теби рат.

## Клеомброт напредује према Теби
Одмах након пропасти мировних преговора, Спарта је наредила краљу Клеомброту I да нападне Беотију. Клеомброт се тада налазио у Фокиди. Кренуо је северније, да би избегао планинске пролазе на којима су му Беоћани припремили заседу. Ушао је у Беотију, тамо где га нису очекивали, заузео је тврђаву Креузину и заробио 10 или 12 тебанских бродова. На путу према Теби логоровао је код Леуктре, на територији Теспије. Беоћанска војска му је изашла усусрет. Спартанска војска састојала се од 10.000 хоплита, а од тога је било 700 Спартијата. Беоћани су имали мање војника, 6.000 хоплита, али имали су надмоћнију коњицу. Пре битке развила се дебата међу беотарсима да ли да прихвате битку. Три беотарха предлагала су да се жене и деца евакуишу у Атину и да се војска затвори у Тебу и издржи опсаду. Епаминонда је желео битку и уз помоћ Пелопиде убедио је остале беотархе да прихвате битку.

## Епаминондина тактичка иновација
Једна од карактеристика грчке фаланге била је да се скреће надесно током битке. Било је то зато што је сваки војник настојао да заштити своју изложену страну војником са десне стране. Фаланге су због те чињенице увек имале најбољу војску на десној страни да би спречили скретање надесно. Због тога су на десној страни били Клеомброт и елитни Спартијати у спартанској фаланги. Мање искусни пелопонески савезници били су на левој страни. Пошто су Спартанци били бројнији, Епаминонда је увео две тактичке иновације. Узео је најбољу војску и оформио је фалангу дубоку 50 редова, за разлику од обичне фаланге дубоке 8 до 12 редова. Њих је поставио насупрот Клеомброта и Спартијата. Пелопида и Света чета Тебе били су на крајње левој страни. Пошто је знао да нема довољно војске да би му остала фаланга имала дубину као пелопонешка фаланга, он је одлучио да слабију војску стави на десну страну. Њима на десној страни дао је инструкције да избегавају битку и да се полако повлаче током непријатељског напада. Пре Епаминонде, тактику дубоке фаланге користио је Пагонда у бици код Делија. Ипак, Епаминонда је изменио уобичајену позицију и слабију војску поставио на десно крило, а најбољу војску на лево крило, што је било потпуно супротно од уобичајене тактике. Осим тога, тактика је била и да једно крило одбија битку постепено се повлачећи.

## Битка
Битку су започели спартански пелтасти. Напали су пратњу тебанског логора, која је покушавала да напусти бојиште. Потиснули су их према тебанским линијама и на тај начин ненамерно су ојачали тебанску линију. Уследио је сукоб коњица. Тебанска коњица је победила и натерала је унатраг спартанску коњицу, која је нарушила властиту фалангу. Тебанска коњица омела је Клеомбротов покушај да наткрили тебанско лево крило. У томе тренутку тебанско лево крило са Пелопидом и Светом четом Тебе напали су десно спартанско крило. С друге стране десно тебанско крило се повлачило. Спартанско десно крило није могло да издржи удар. Након интензивне борбе, спартанско десно крило почело је да попушта под тешким нападом дубоке тебанске фаланге. У том сукобу погинуо је спартански краљ Клеомброт I. Спартанци су се борили довољно дуго да би омогућили да се извуче мртво тело њихова краља, али онда је спартанска линија разбијена. Када се победничко тебанско лево крило окренуло према средишту и према спартанској десној страни, спартански савезници на левој страни дали су се у бег. Убрзо је цела спартанска војска била у расулу. Убијено је готово 1.000 Пелопонежана и 300 Беоћана. Диодор каже да је убијено више од 4.000 Пелопонежана. У бици је убијено 400 од укупно 700 Спартијата, колико је учествовало у бици.

## Након битке
Након битке, спартанска војска је и даље била бројнија. Остали су крај Леуктре и обавестили су Спарту о поразу. Спарта се није мирила са поразом, па је послала мању војску под заповедништвом Архидама III. Теба је о победи обавестила Атину и Јасона од Фере. Јасон од Фере је дошао са војском у Леуктру. Напомена: За разлику од Ксенофонта, Диодор са Сицилије тврди да је Јасон стигао након битке са 1.500 хоплита и 500 коњаника. Тебанци су га наговарали да им помогне да потуку спартанску војску до ногу. Јасон је имао другачије планове. Он није желео ни спартанску, али ни тебанску хегемонију, па је спречио Тебу да дотуче спартанску војску. Посредовао је између две стране и наговорио их је на примирје. Тебанцима је указао на опасности да изгубе битку, ако се Спартанци доведу у позицију да бирају између живота и смрти. Спартанцима је са друге стране указао да је тебанска војска обузета победничким расположењем и да је због тога боље да одустану од битке. На тај начин Јасон од Фере је обе стране наговорио да пристану на примирје. Епаминонда се након битке посветио консолидацији Беоћанског савеза и позвао је проспартански град Орохомен да уђе у савез.

## Историјски значај
Битка код Леуктре уздрмала је темеље спартанске доминације у Грчкој. Та битка означава крај спартанске хегемоније у Грчкој и почетак краткотрајне тебанске хегемоније. Пошто је Спарта имала малени број Спартијата, она се морала ослањати на савезнике да би имала довољно велику војску. Након битке код Леуктре, пелопонески савезници били су много мање склони да се покоре спартанским захтевима. Са толиким губицима код Леуктре и у другим биткама, Спартанци више нису могли да поново успоставе доминацију над некадашњим савезницима. Пелопонески градови, који су раније били под спартанском доминацијом, добили су независност. Током 370. п. н. е. Мантинеја је ујединила своја насеља у један град и утврдила га, па је Спарта објавила рат Мантинеји. Основан је и аркадски савез против Спарте, а у рат се умешала и Теба. Теба је извршила инвазију и Епаминонда је ослободио спартанске хелоте из Месеније и на тај начин је срушио темеље спартанске економије.